# Eckhard Heftrich
Eckhard Heftrich (* 8. Dezember 1928 in Stockach; † 20. Dezember 2023 in Friedeburg) war ein deutscher Literaturwissenschaftler. Er war Professor an der Westfälischen Wilhelms-Universität Münster.

## Werdegang
Eckhard Heftrich wuchs in Freiburg im Breisgau auf, wo er an der dortigen Albert-Ludwigs-Universität  Philosophie, Germanistik und Romanistik studierte. 1958 wurde er mit der Dissertation „Die Philosophie und Rilke“ promoviert, die bereits sein Thema der Vermittlung zwischen Literatur und Philosophie andeutete, mit dem er sich fortan beschäftigte. Nach seinem Studium war er freier Autor. Von 1965 bis 1969 schrieb er als freier Mitarbeiter für die Bildungsprogramme deutscher Rundfunkanstalten.

## Wirken
Durch ein Stipendium der Deutschen Forschungsgemeinschaft (DFG) konnte er zwischen 1959 und 1966 Bücher über Nietzsche und Novalis veröffentlichen. Ab der Veröffentlichung von Nietzsches Philosophie. Identität von Welt und Nichts 1962 arbeitete er mit dem Vittorio Klostermann-Verlag in Frankfurt am Main zusammen, wo nahezu alle seine Bücher erschienen sind und in dem er ab 1972 mit Wido Hempel auch als Neue Folge die Reihe Das Abendland. Forschungen zur Geschichte europäischen Geisteslebens herausgab.
Nach seiner Habilitation 1970 an der Philosophischen Fakultät der Universität Köln aufgrund der vorliegenden Publikationen wechselte er als Wissenschaftlicher Rat für Neuere deutsche Literatur und vergleichende Literaturwissenschaft an die Universität München. 1974 folgte ein Ruf als Ordentlicher Professor am Fachbereich Germanistik der Universität Münster.
Durch biografische und vergleichende Untersuchungen erschloss Heftrich „vor allem die Individualität des einzelnen Werkes“. Ab den 1970er Jahren fokussierte sich sein Interesse auf die Thomas-Mann-Forschung, zu der er mit zahlreichen Aufsätzen und drei Büchern mit zusammen 1300 Seiten beitrug.
Nach seiner Emeritierung wurde Heftrich Haupteditor der historisch-kritischen Werkausgabe Thomas Manns und initiierte Kolloquien der Deutschen Thomas Mann-Gesellschaft in Lübeck, deren Präsident Heftrich von 1986 bis 1994 war. 1989 verlieh ihm die Universität Lille die Ehrendoktorwürde. Ab 1991 gehörte er der Nordrhein-Westfälischen Akademie der Wissenschaften, ab 1992 der Deutschen Akademie für Sprache und Dichtung an.
Er starb am 20. Dezember 2023 im Alter von 95 Jahren in Friedeburg.

## Schriften
- Die Philosophie und Rilke. Alber, Freiburg/München 1962.
- Nietzsches Philosophie. Identität von Welt und Nichts. Vittorio Klostermann, Frankfurt am Main 1962.
- Hegel und Jacob Burckhardt. Zur Krisis des geschichtlichen Bewußtseins. Vittorio Klostermann, Frankfurt am Main 1967.
- Stefan George. Vittorio Klostermann, Frankfurt am Main 1968.
- Novalis. Vom Logos der Poesie, Vittorio Klostermann, Frankfurt am Main 1969.
- Über Thomas Mann: Zauberbergmusik. Bd. 1 (1975), Vom Verfall zur Apokalypse. Bd. 2 (1982), Geträumte Taten. Joseph und seine Brüder. Bd. 3 (1993). Vittorio Klostermann, Frankfurt am Main.
- als Hrsg. mit Beatrix Bludau und Helmut Koopmann (Hrsg.): Thomas Mann 1875–1975. Vorträge in München–Zürich–Lübeck Frankfurt am Main 1977.
- Lessings Aufklärung. Zu den theologisch-philosophischen Spätschriften. Vittorio Klostermann, Frankfurt am Main 1978.
- Musil (= Artemis-Einführungen, Bd. 30). Artemis, München/Zürich 1986.
- Nietzsches tragische Größe. Vittorio Klostermann, Frankfurt am Main 2000.